# Rifugio Mario Fraccaroli
Il rifugio Mario Fraccaroli (2230 m) si trova poco sotto Cima Carega (2259 m) nelle Piccole Dolomiti, in comune di Ala (TN).
È posto sul punto più elevato delle Piccole Dolomiti, in una posizione molto panoramica che spazia su gran parte delle Alpi Orientali, dalle Dolomiti e dalle Pale di San Martino alle Dolomiti di Brenta, fino a Venezia e al mare Adriatico nelle giornate eccezionalmente limpide.

## Caratteristiche e informazioni
Dispone di 22 posti letto e del servizio bar e ristorante, è aperto per tutto il periodo estivo, da giugno a settembre. Durante il periodo di chiusura è accessibile il locale invernale dotato di 6 posti letto.

## Accessi
Nonostante sia in territorio trentino, è di proprietà della sezione del CAI Cesare Battisti di Verona, in quanto l'unica via d'accesso carrozzabile al Carega, che giunge fino al sottostante rifugio Scalorbi (1767 m) sale appunto dalla provincia di Verona.
Facilmente accessibile anche dal versante vicentino tramite il Passo della Lora o l'alpinistico "Vajo del Pelegatta" non difficile ma delicato in qualche punto data la franosità del terreno, da quello nord-orientale invece sono molto spettacolari e dai vivi caratteri alpinistici le ascese lungo il vajo dei Colori, vajo dei Camosci e il vallone di Pissavacca, particolarmente affascinanti soprattutto innevati.